# Isis Anchalee
Isis Anchalee (anteriormente Isis Wenger) es una ingeniera informática canadiense empleada por OneLogin, y fundadora del hashtag I Look Like An Engenieer creado para promover la discusión sobre la igualdad de género en tecnología después de que OneLogin presentara su cara en una campaña publicitaria. Anchalee también es miembro de Women Who Code.

## Creación de I Look Like An Engineer

### Hashtag
Anchalee creó #ilooklikeanengineer (un ejemplo de activismo con hashtag) cuando recibió comentarios despectivos sobre su rostro que aparecía en una campaña publicitaria para OneLogin. Anchalee siente que la mayoría de las personas son "... bien intencionadas pero genuinamente ciegas a muchas [cosas] que aquellos que no se identifican como hombres tienen que lidiar". Un año después del lanzamiento de #ilooklikeanengineer 250,000 personas más habían usado el hashtag.

### Página Web
Anchalee ha creado un sitio web, ilooklikeanengineer.com, que describe como "... una plataforma segura para que todos sigamos compartiendo nuestras historias y experiencias relacionadas con los problemas de diversidad en la tecnología". A partir de abril de 2017, el sitio web no se ha lanzado, pero permite a los visitantes ingresar su correo electrónico para recibir una notificación cuando lo haga.

### Facebook
Su cuenta de Facebook fue suspendida debido a las similitudes entre su nombre de pila y el grupo terrorista ISIS, pero su cuenta fue reactivada posteriormente.